# Проспект Саят-Новы
Проспект Саят-Новы (арм. Սայաթ-Նովայի պողոտա) — улица в Ереване.
Проложен в 1963 году к 250-летию со дня рождения армянского поэта и ашуга Саят-Новы. Начинается как продолжение проспекта Маршала Баграмяна и заканчивается пересечением с улицей Чаренца. Одна из границ Площади Свободы. Длина проспекта составляет примерно 1600 м.

## История
Первоначально улица была застроена по красной линии преимущественно пятиэтажными жилыми домами. При прокладке улицы были снесены одноэтажные строения, поскольку они не соответствовали её назначению.
На улице были установлены малые архитектурные формы и декоративные элементы из камня, керамики и металла. Среди них каменная стена в традициях армянских хачкаров, на которой высечены отрывки из песен Саят-Новы. Также были установлены металлические скульптуры серн и стелы с мозаиками в виде цветов. По всей длине проспекта были разбиты цветочные газоны, высажены кустарники и фруктовые деревья. Было сделано оригинальное вечернее освещение.
В советское время нынешний конец проспекта был назван улицей Лермонтова в честь русского поэта Михаила Лермонтова, который был соединен с проспектом после обретения Арменией независимости, став его продолжением.

## Здания и сооружения
- № 1а — Ереванская государственная консерватория имени Комитаса.
- № 4 — Ереванский государственный кукольный театр имени Ованеса Туманяна. В этом здании (архитекторы Р. Айрапетян, С. Заргарян) театр размещается с 1975 года. Он занимает нижние этажи жилого дома. Изначально театр был рассчитан на 375 мест[5].
- № 15 — Жилой дом с клубной частью Хорового общества Армении (архитектор А. Г. Хачатрян).
- № 19 — Гостиница «Ани». Построена в 1970 году по проекту архитекторов П. Дарбиняна, Э. Сафаряна и П. Акопяна. Четырнадцатиэтажная гостиница изначально имела 600 одно- и двухкомнатных номеров, кафе, буфеты, ресторан[4]. По данным на 2018 год, в гостинице 262 номера[6].

## Памятники
- Памятник Саят-Нове. Открыт 16 октября 2009 года. Автор памятника-бюста, французский скульптор армянского происхождения Торос Раскеленян, подарил его Еревану. На церемонии открытия памятника присутствовали также мэр города Гагик Бегларян и министр диаспоры Армении Грануш Акопян[7].
- Памятник Григору Асратяну. Установлен в 2004 году (скульптор Давид Ереванци).

## Известные жители
д. 8 — Арташес Аракелян

д. 26 — Арам Ганаланян

Оганес Зардарян (мемориальная доска)

## Галерея

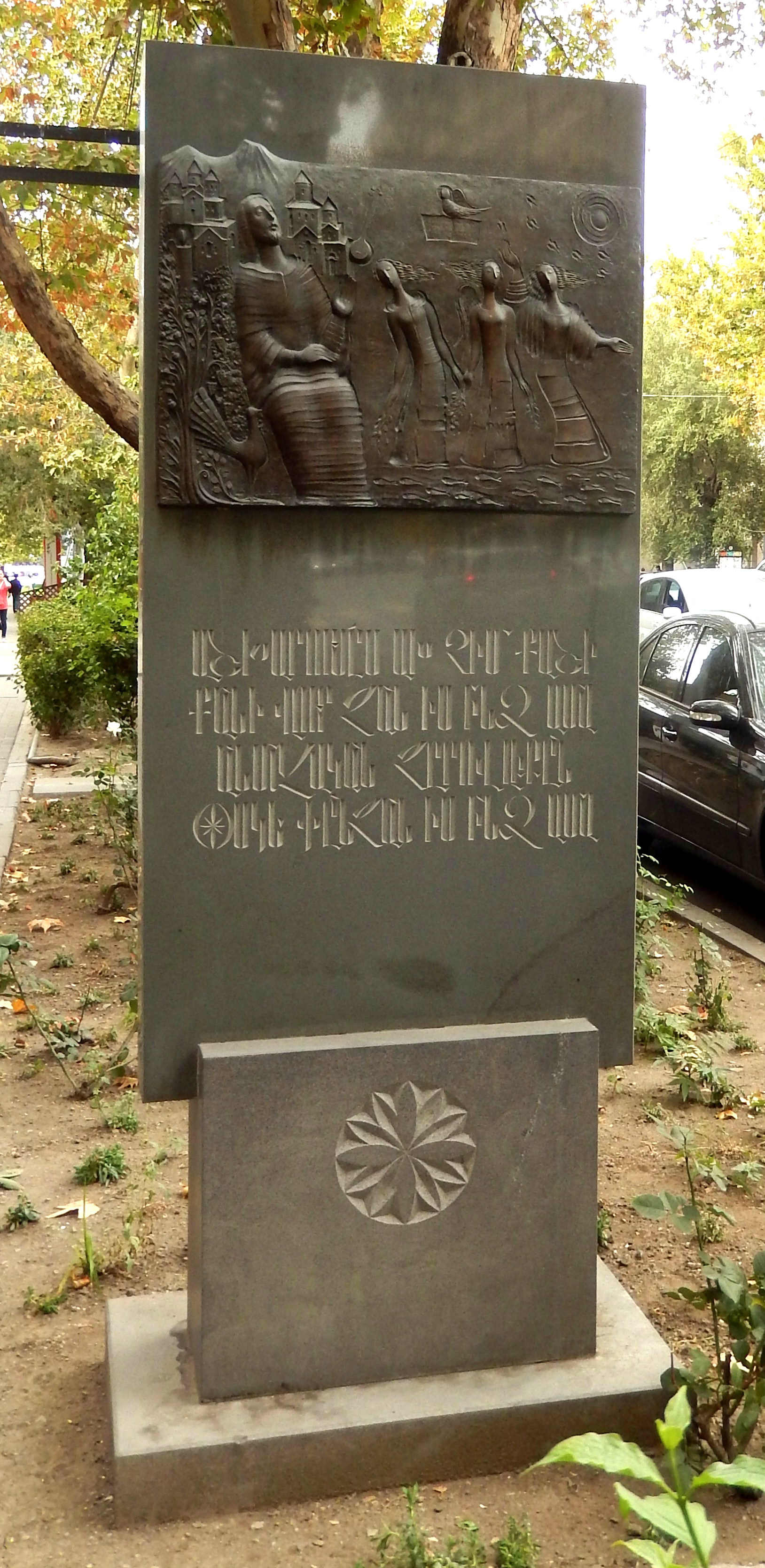
Памятник Г. Асратяну
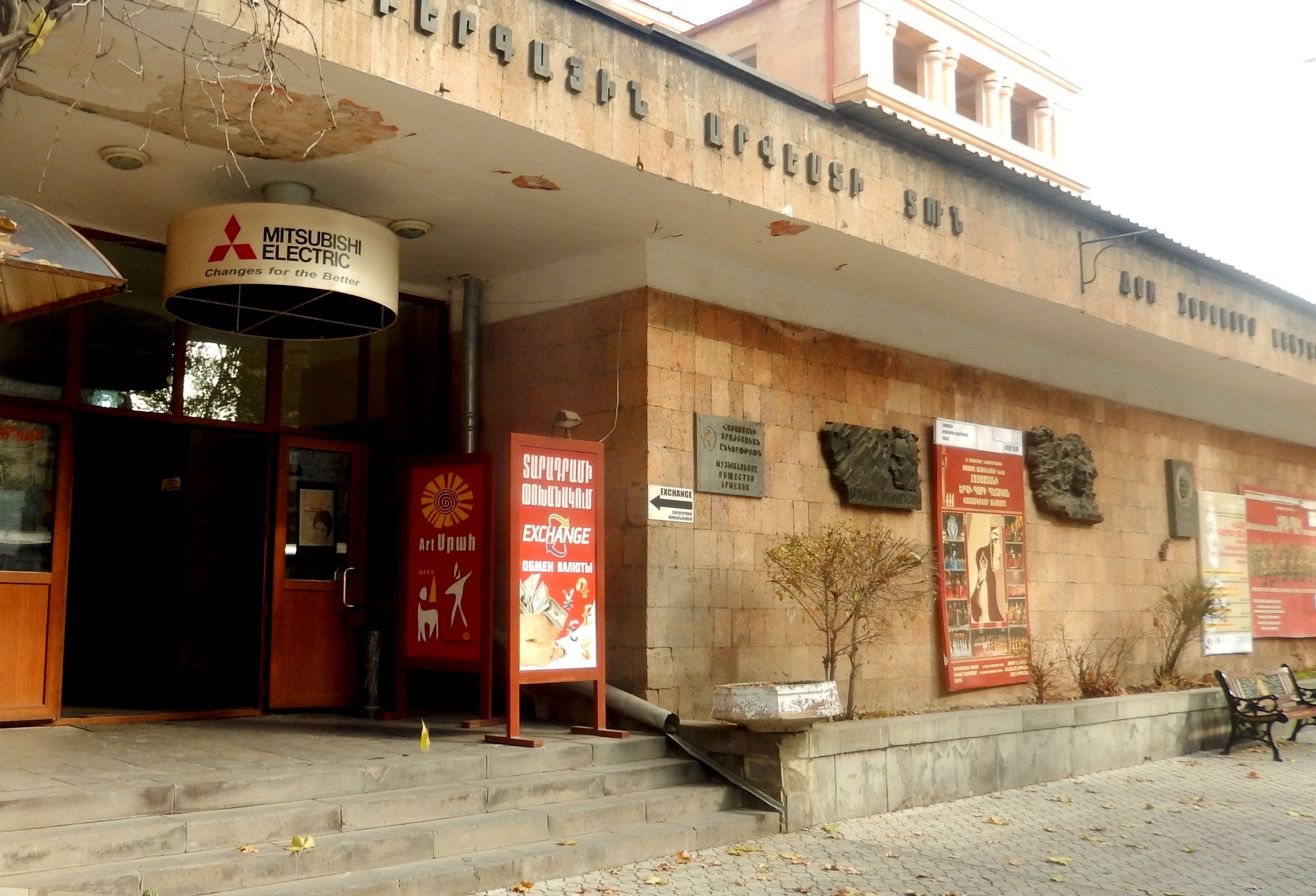
Армянское хоровое общество
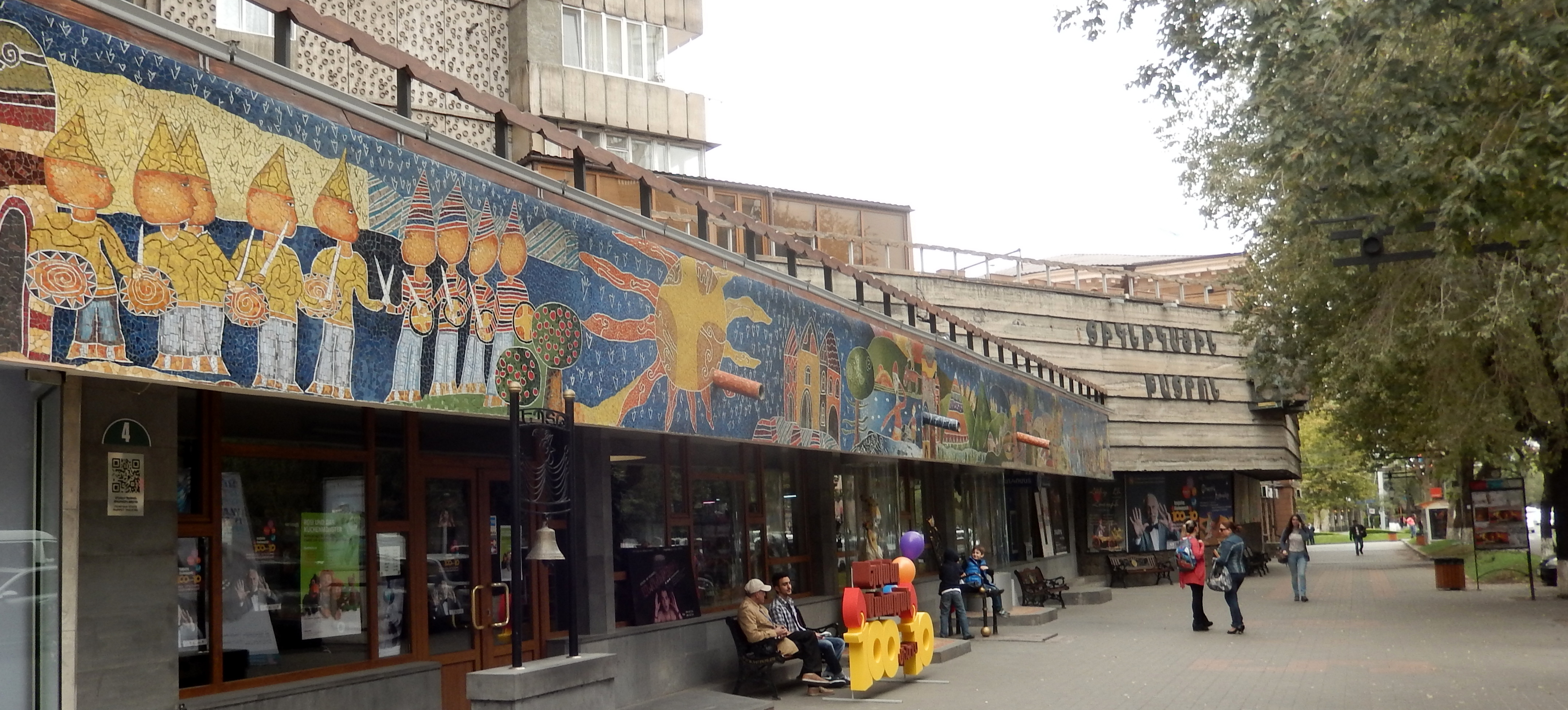
Ереванский кукольный театр
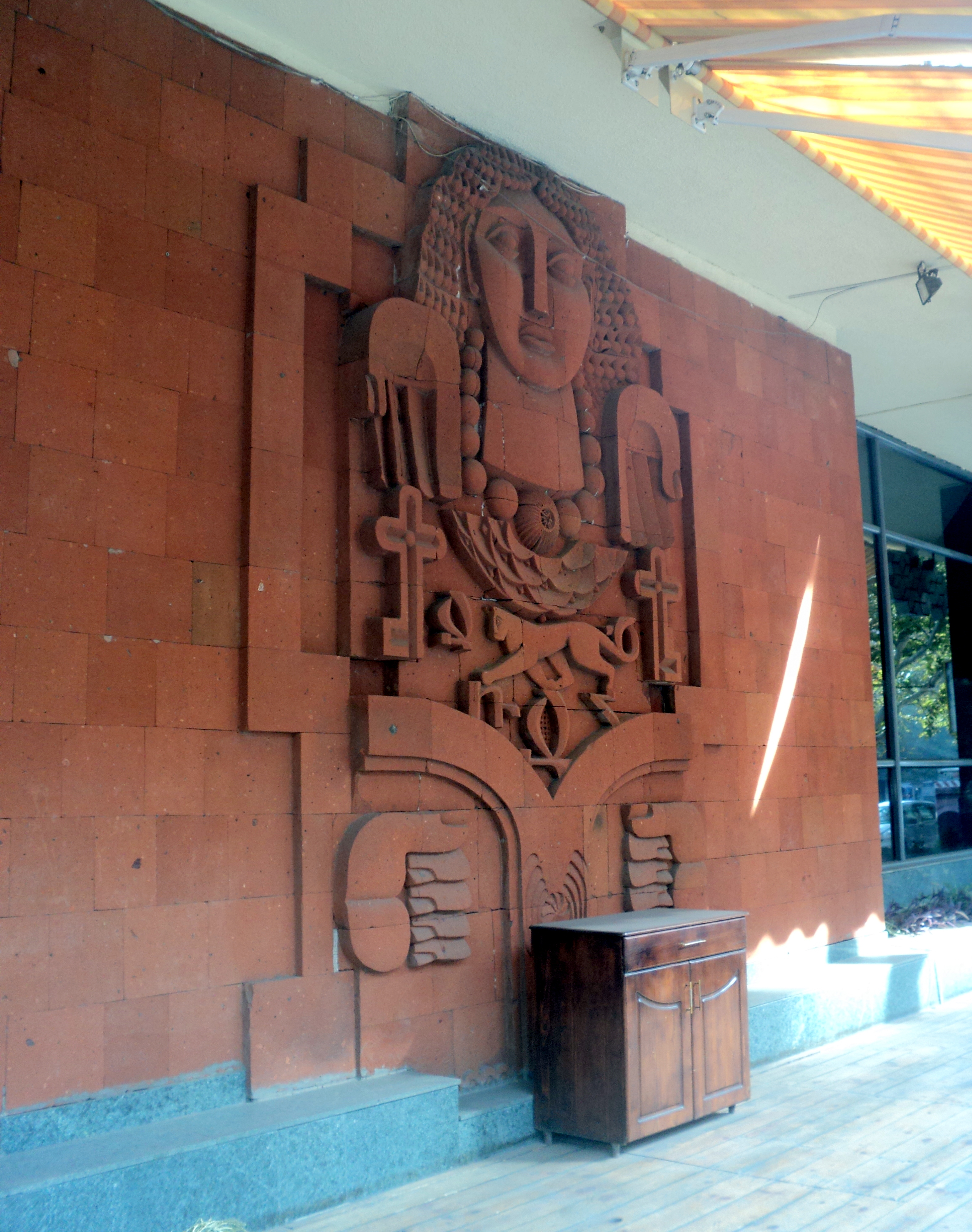
Декор гостиницы «Ани»
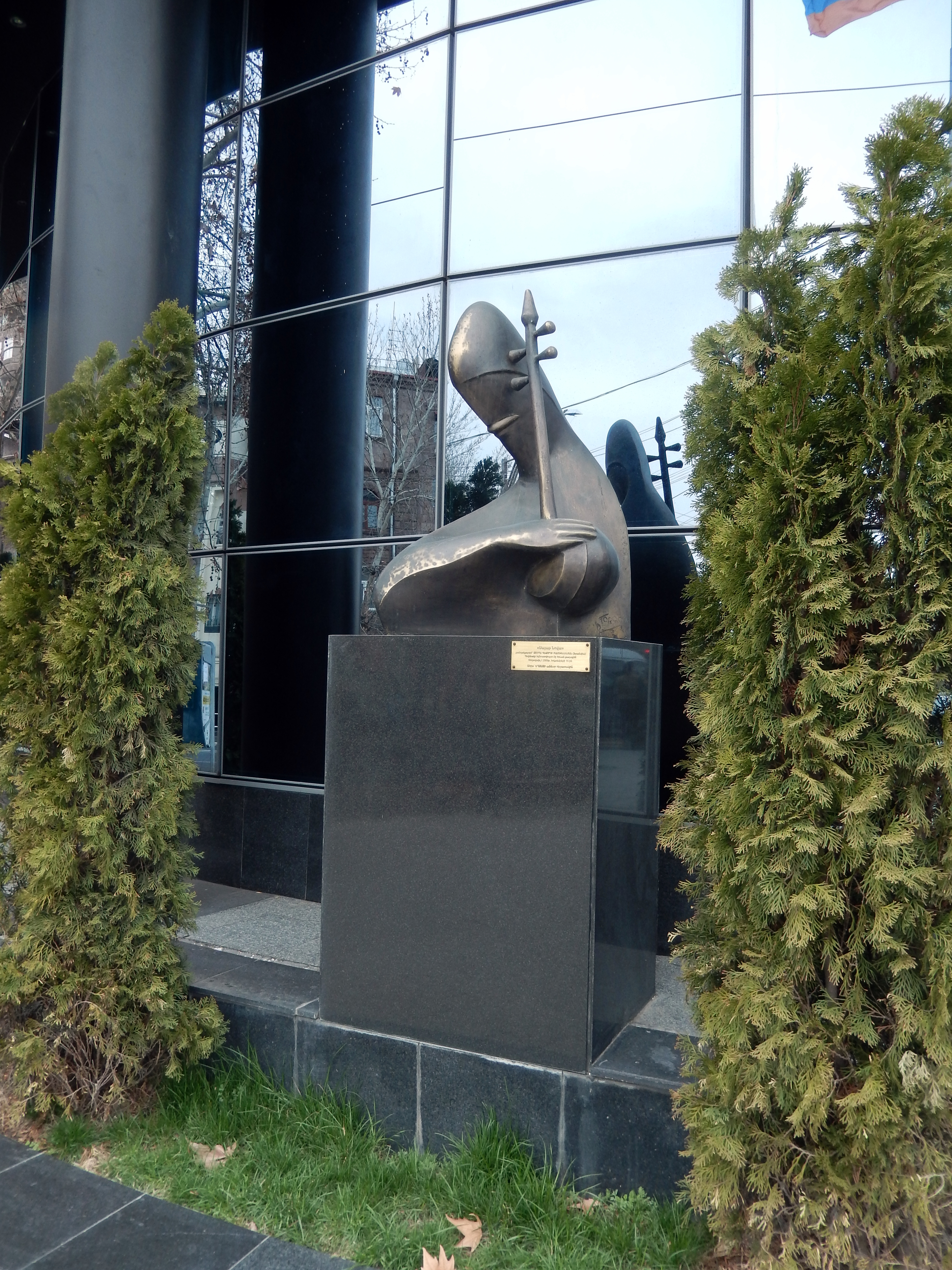
Бюст Саят-Новы
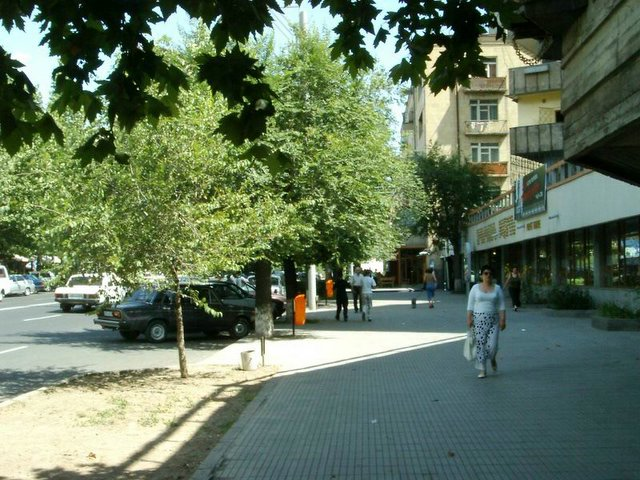
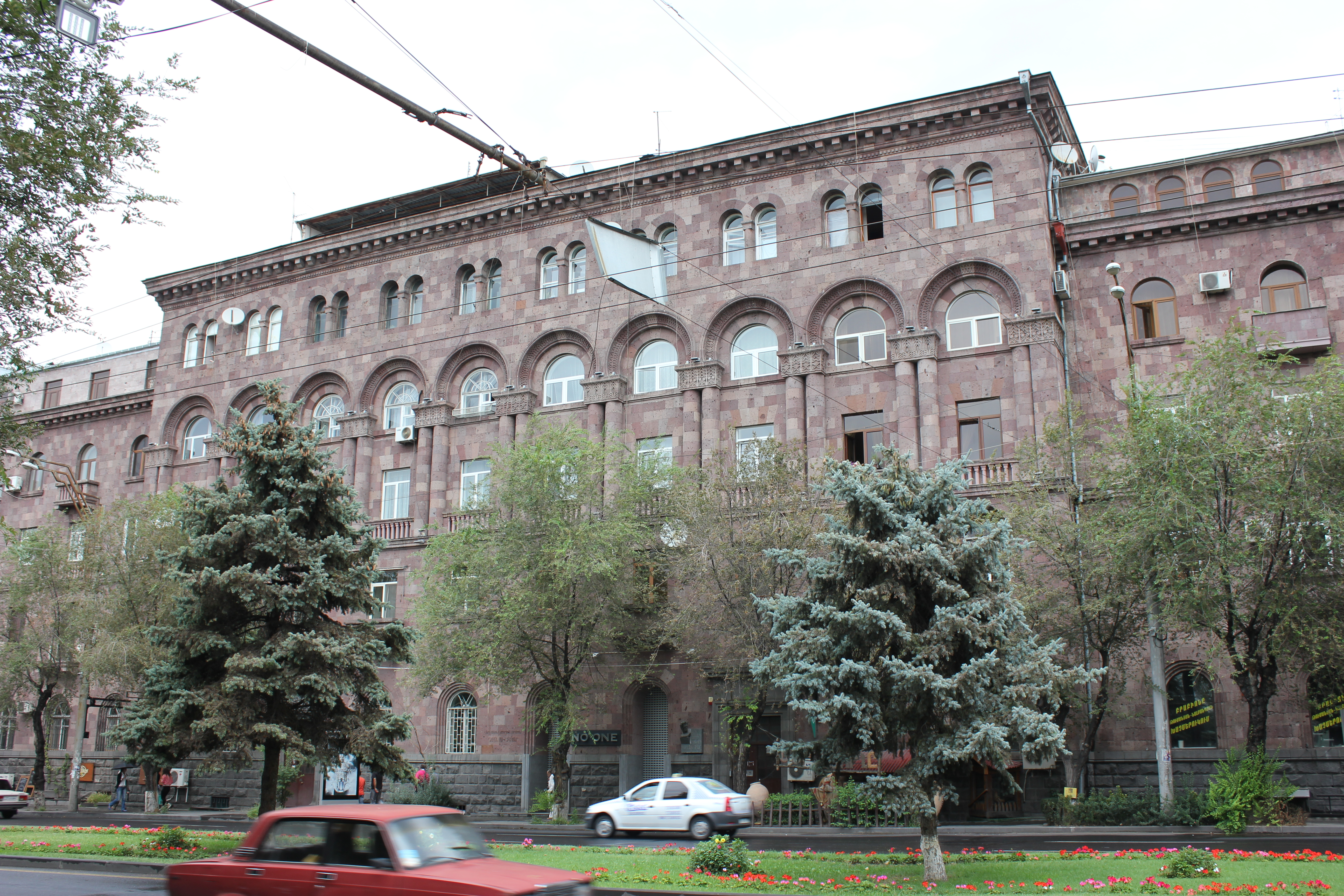
Жилой дом (1951 год, архитектор З. Бахшинян)
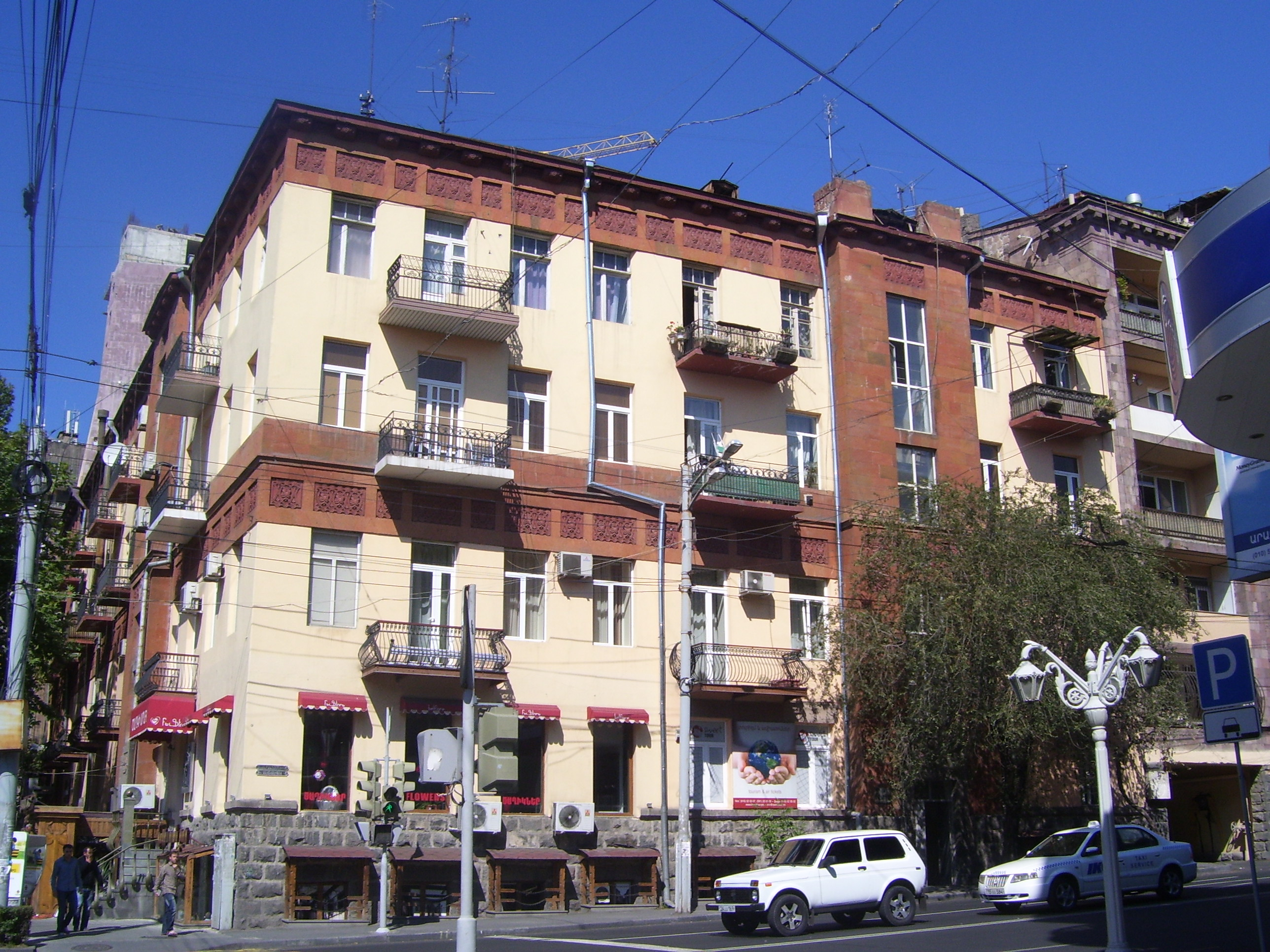
Жилой дом (1928 год, архитектор Н. Баев)
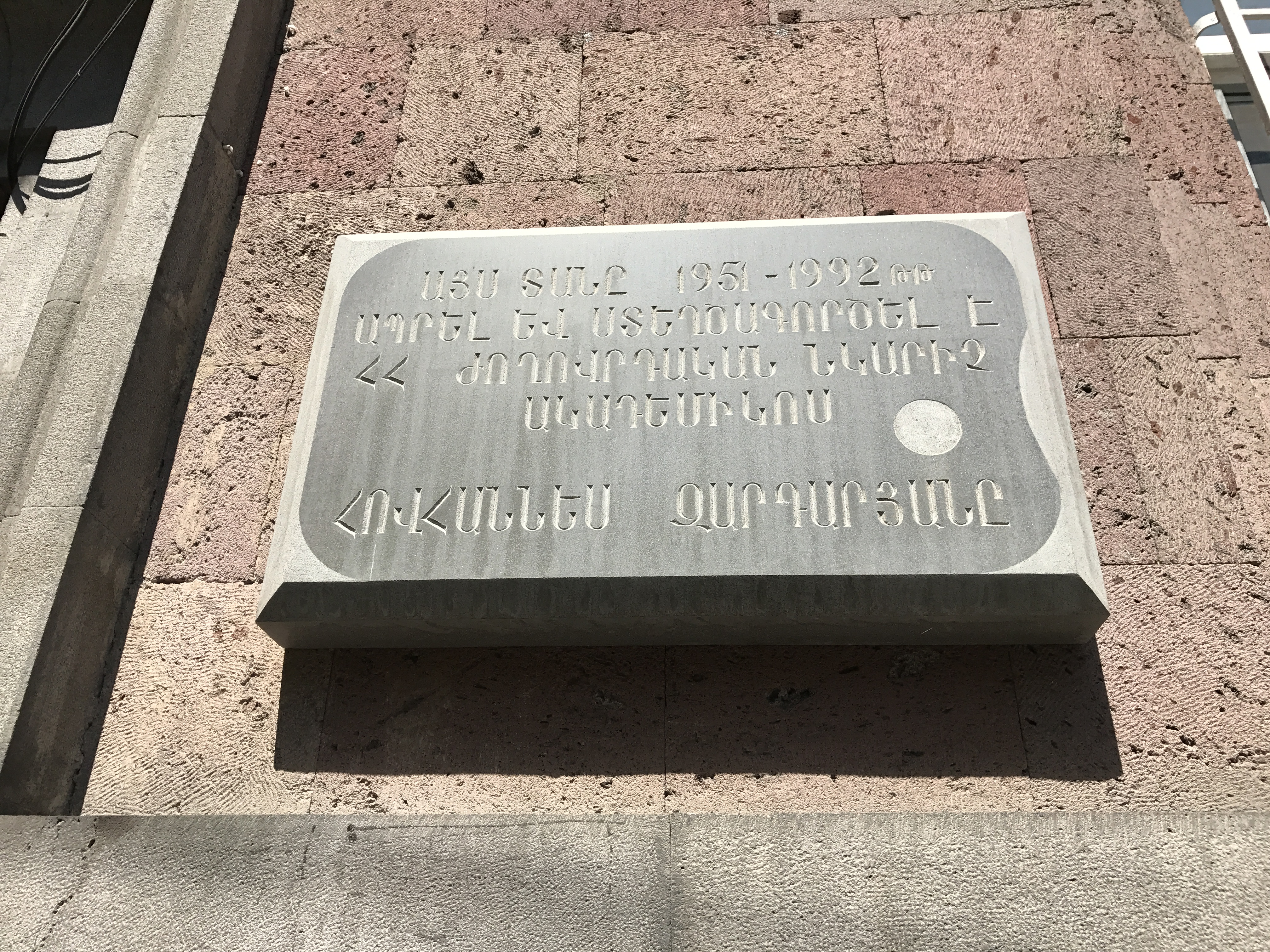
Мемориальная доска Оганесу Зардаряну